# Gennadij Sidorov
Gennadij Sidorov (Biškek, 22 luglio 1962 – Mosca, 18 giugno 2011) è stato un attore e regista sovietico, dal 1991 russo.

## Filmografia parziale

### Regista
- Staruchi (2003)
- Apostol (2008)